# Abedalá Albatal
Abedalá Albatal ou Abedalá, o Herói (em árabe: عبدالله البطال; romaniz.: Abdallah al-Battal; m. 740) foi um combatente muçulmano nas guerras bizantino-árabes do início do século VIII, que participou em várias campanhas militares do Califado Omíada contra o Império Bizantino. Conhecem-se poucos factos históricos sobre a sua vida, mas após a sua morte desenvolveu-se uma extensa tradição pseudo-histórica e lendária em volta da sua figura, a qual se tornou célebre na literatura épica árabe e posteriormente também na turca, com o nome de Saíde Batal Gazi.

## Biografia
Nada se sabe da origem de Abedalá Albatal ou da sua juventude. Relatos muito posteriores a ele alegam que ele era de Antioquia ou de Damasco e que era um maula (serviçal, protegido, adotado ou escravo liberto) da família omíada. Também surge com várias cúnia (parte do nome), como Abu Maomé, Abu Iáia ou Abul Huceine. Até o seu nome propriamente dito é incerto: Khalid Yahya Blankinship sugeriu que ele pode ter sido um certo Anre mencionado pelo cronista bizantino Teófanes, o Confessor na campanha de Niceia de 727. Anre pode ter sido o seu verdadeiro nome pessoal ou patronímico (ou sejam o seu nome poderia ser Anre ibne Abedalá ou Abedalá ibne Anre), enquanto que Abedalá pode ter sido simplesmente honorífico.

Mapa da Anatólia (Ásia Menor)

Nas fontes históricas (dos cronistas Iacubi e Atabari), Albatal surge pela primeira vez em 727, num dos raides anuais contra a Ásia Menor bizantina, numa campanha comandada por Moáuia ibne Hixame, o filho do califa reinante Hixame (r. 723–743). Albatal liderou a vanguarda, com a qual penetrou até Gangra, na Paflagónia, que capturou e arrasou, antes do exército se dirigir a Niceia, que cercou sem sucesso. Blankinship considera que a captura de Gangra por Albatal é um dos maiores êxitos militares dos Omíadas contra os Bizantinos nesse período, juntamente com a captura de Cesareia por Maslama ibne Abedal Maleque em 726. Relatos posteriores, do século X, colocam Albatal ao lado de Maslama durante o cerco fracassado de Constantinopla em 717–718, mas os relatos árabes desse cerco são semi-lendários, pelo que é impossível saber se há alguma verdade na presença de Albatal nesse cerco.
O próprio Albatal comandou outro raide em 731–732, do qual pouco se sabe. Muito provavelmente foi um fracasso, e é lembrado apenas por causa da morte de outro herói árabe, Abdal Uaabe ibne Bukht. No ano seguinte (732–733), Albatal participou noutra campanha ao lado de Moáuia ibne Hixame, durante a qual forma levados a cabo raides que chegaram até Acroino, na Frígia. Um exército bizantino comandado por um certo Constantino tentou enfrentar os muçulmanos, mas foi derrotado por Albatal, que capturou Constantino. A aparição seguinte, e última, de Albatal deu-se em 740, quando uma importante campanha, envolvendo várias dezenas de milhares de homens, foi lançada pelos Omíadas contra o Império Bizantino. Juntamente com Maleque ibne Xuaibe, vice-governador de Melitene, Albatal comandou uma força de 20 000 cavaleiros enquanto Solimão ibne Hixame comandou a principal força na retaguarda. As tropas de Albatal e de Maleque chegaram até Acroino, mas ali encontraram-se com o exército bizantino comandado pessoalmente pelo imperador Leão III, o Isauro (r. 717–741). A batalha de Acroino saldou-se num derrota dos Árabes, na qual pereceram tanto os generais árabes como os bizantinos e dois terços de ambos os exércitos.

## Lenda

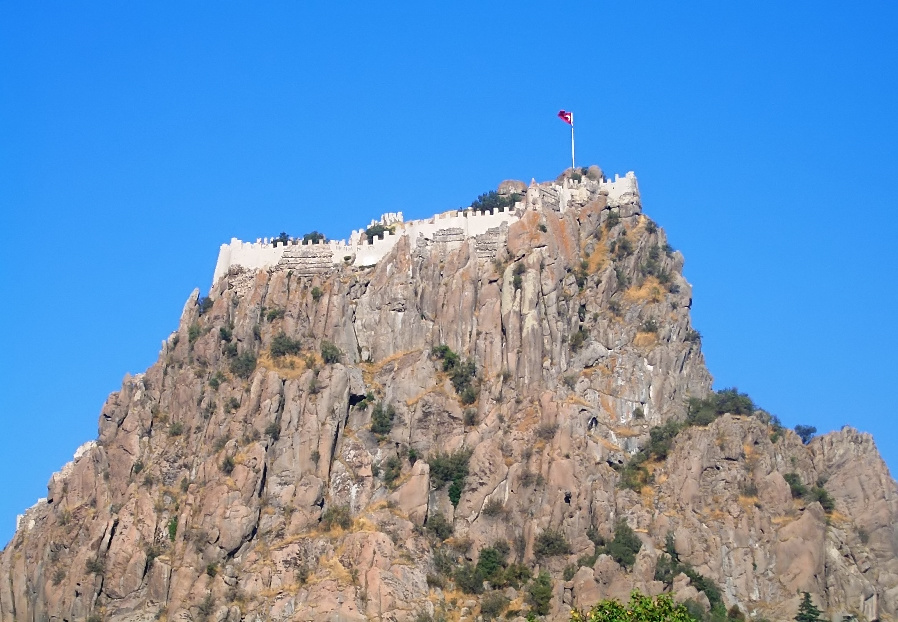
Castelo de Acroino (atual Afyonkarahisar), perto do local onde foi travada a batalha de Acroino na qual Albatal morreu

Apesar da carreira militar não ser assim tão distinta, Abedalá Albatal tornou-se rapidamente o tema de contos populares e a sua fama cresceu, ao ponto de no século X ele já ser uma das mais célebres figuras heroicas das guerras bizantino-árabes. Almaçudi (As Ribeiras de Ouro, VIII, 74-75) classifica-o como um dos mais "ilustres muçulmanos" cujos retratos eram expostos nas igrejas bizantinas como sinal de respeito. Nos séculos X a XII, o seu alegado papel no cerco de Constantinopla foi embelezado pelo historiador persa Balami e pelo místico andalusino ibn Arabi. Muitas estórias fictícias passaram a fazer parte do corpus da história aceite relacionada com Albatal a partir do tempo de ibne Açaquir (1106–1175), como a do uso do seu nome pelos Bizantinos para meter medo às crianças, ou a sua entrada em Amório disfarçado de mensageiro para descobrir os planos dos Bizantinos, a sua estadia num convento, cuja abadessa o protegeu dos soldados Bizantinos e que ele levou consigo para com ela casar, e finalmente a sua morte em combate e enterro, a que assistiu o próprio imperador bizantino Leão.
As aventuras de Albatal foram tema de dois romances, o “Conto de Delhemma e al-Battal” (Sīrat Ḏāt al-Himma wa-l-Baṭṭāl), em árabe, e o épico tradicional “Sayyid Baṭṭāl Ghāzī”, em turco. Apesar de ambas as obras terem sido escritas no século XII e se basearem numa tradição árabe comum, apresentam diferenças significativas, com a história turca denotando muitas influências unicamente turcas e persas, como elementos sobrenaturais da tradição folclórica ou motivos do Épica dos Reis e do "Romance" de Abu Muslim. Ambas as obras colocam Albatal em meados do século IX e associam-no com o ciclo épico de Malátia (Melitene) e o seu emir, Ambros (Omar Alacta) (m. 863), o que está na origem da sua associação particular com a cidade e região de Malátia. Em “Delhemma”, o seu papel nas guerras omíadas com Bizâncio é desempenhado pelo herói quilabitaa Sasa.
Nestas histórias Albatal é apresentado como uma espécie de Ulisses muçulmano, ao ponto do seu nome se tornar sinónimo de astúcia. Os Turcos adotaram Albatal a seguir à conquista de Melitene pelos danismêndidas em 1102, tornando-o célebre como um herói nacional turco e símbolo da conquista da Ásia Menor pelos Turcos. As suas histórias (“Battalname”)  foram reescritas ao longo dos períodos seljúcida e otomano, e tornaram-se o tema de uma série considerável de contos folclóricos. Em redor da sua figura desenvolveu-se um culto reverenciando-o como santo (saíde), especialmente entre as seitas alevitas e bektashis, e o seu suposto túmulo em Seyitgazi, na região ocidental da Anatólia Central, tornou-se um centro de peregrinação popular até ao início do século XX que atraía peregrinos de locais tão distantes como a Ásia Central.